# Gouvernement Puigdemont
 Catalogne
Mas II Torra (indirectement)
Le gouvernement Puigdemont (en catalan : Govern Puigdemont) est le gouvernement de la généralité de Catalogne du 14 janvier 2016 au 28 octobre 2017, durant la onzième législature du Parlement de Catalogne. Il est présidé par Carles Puigdemont.

## Historique

### Formation
Dirigé par le président de la Généralité indépendantiste libéral Carles Puigdemont, ce gouvernement est constitué par Convergence démocratique de Catalogne (CDC), la Gauche républicaine de Catalogne (ERC) et des indépendants. Le gouvernement dispose du soutien de 62 députés sur 135 au Parlement, soit 46 % des sièges du Parlement, voire de 64 député si on ajoute les deux députés de la Candidature d'unité populaire (CUP) qui doivent être associés à la dynamique de la coalition Ensemble pour le oui. Il bénéficie également du soutien sans participation de la CUP, qui dispose de 10 députés sur 135, soit 7 % des sièges du Parlement.
Il est formé à la suite des élections au Parlement de Catalogne du 27 septembre 2015.
Il succède donc au second gouvernement d'Artur Mas, constitué par la seule CiU et qui bénéficiait de l'abstention du Parti des socialistes de Catalogne. La hausse du sentiment indépendantiste et les désaccords répétés avec le président du gouvernement espagnol Mariano Rajoy au cours de l'année 2012 avaient conduit Mas à anticiper l'élection d'un nouveau Parlement.
Outre le président, il comprend sept membres de Convergence démocratique, deux de la Gauche républicaine et quatre indépendants proposés par cette dernière. Le 10 juillet 2016, la CDC est remplacée par le Parti démocrate européen catalan (PDECAT).

### Référendum et suspension
Le 8 septembre 2017, à la suite de l'adoption de la loi sur la tenue d’un référendum portant sur l’indépendance en Catalogne prévu le 1er octobre, le parquet supérieur de Catalogne porte plainte contre les membres du gouvernement de Carles Puigdemont et les membres du bureau du Parlement de Catalogne présidé par Carme Forcadell devant le Tribunal supérieur de justice de Catalogne pour motifs de prévarication et désobéissance ainsi que de détournement de capitaux publics.
Le 28 octobre 2017, en application de l'article 155 de la Constitution espagnole, le gouvernement de la communauté autonome est destitué.
Le 2 novembre, neuf anciens conseillers sont placés en détention provisoire par la juge d'instruction de l'Audience nationale Carmen Lamela, dont l'un est libéré le lendemain en échange d'une caution de 50.000 euros.

## Composition

### Initiale (14 janvier 2016)
Le gouvernement est composé de la manière suivante :
| Fonction | Titulaire | Titulaire                                                   | Parti      |
| --- | --------- | ----------------------------------------------------------- | ---------- |
| Président de la Généralité |           | Carles Puigdemont i Casamajó                                | CDC/PDeCAT |
| Vice-président Conseiller à l'Économie et aux Finances |           | Oriol Junqueras i Vies                                      | ERC        |
| Conseillère à la Présidence Porte-parole du gouvernement |           | Neus Munté i Fernández                                      | CDC/PDeCAT |
| Conseiller aux Affaires extérieures, aux Relations institutionnelles et à la Transparence Conseiller aux Affaires et Relations extérieures et institutionnelles et à la Transparence (07/03/2016) |           | Raül Romeva i Rueda                                         | Sans       |
| Conseillère à la Gouvernance, à l'Administration publique et au Logement |           | Meritxell Borràs i Solé                                     | CDC/PDeCAT |
| Conseillère à l'Enseignement |           | Meritxell Ruiz i Isern                                      | CDC/PDeCAT |
| Conseiller à la Santé |           | Antoni Comín i Oliveres                                     | Sans       |
| Conseiller à l'Intérieur |           | Jordi Jané i Guasch                                         | CDC/PDeCAT |
| Conseiller au Territoire et à la Durabilité |           | Josep Rull i Andreu                                         | CDC/PDeCAT |
| Conseiller à la Culture |           | Santiago Vila i Vicente (05/07/2017) Lluís Puig i Gordi     | CDC/PDeCAT |
| Conseiller à la Justice |           | Carles Mundó i Blanch                                       | ERC        |
| Conseillère au Travail, aux Affaires sociales et à la Famille |           | Dolors Bassa i Coll                                         | Sans       |
| Conseiller aux Entreprises et à la Connaissance |           | Jordi Baiget i Cantons (04/07/2017) Santiago Vila i Vicente | CDC/PDeCAT |
| Conseillère à l'Agriculture, à l'Élevage, à la Pêche et à l'Alimentation |           | Meritxell Serret i Aleu                                     | Sans       |

### Remaniement du14 juillet 2017
- Les nouveaux conseillers sont indiqués en gras.

| Fonction                                                                                   | Titulaire | Titulaire                    | Parti  |
| ------------------------------------------------------------------------------------------ | --------- | ---------------------------- | ------ |
| Président de la Généralité                                                                 |           | Carles Puigdemont i Casamajó | PDeCAT |
| Vice-président Conseiller à l'Économie et aux Finances                                     |           | Oriol Junqueras i Vies       | ERC    |
| Conseiller à la Présidence Porte-parole du gouvernement                                    |           | Jordi Turull i Negre         | PDeCAT |
| Conseiller aux Affaires et Relations institutionnelles et extérieures et à la Transparence |           | Raül Romeva i Rueda          | Sans   |
| Conseillère à la Gouvernance, à l'Administration publique et au Logement                   |           | Meritxell Borràs i Solé      | PDeCAT |
| Conseillère à l'Enseignement                                                               |           | Clara Ponsatí i Obiols       | Sans   |
| Conseiller à la Santé                                                                      |           | Antoni Comín i Oliveres      | Sans   |
| Conseiller à l'Intérieur                                                                   |           | Joaquim Forn i Chiariello    | PDeCAT |
| Conseiller au Territoire et à la Durabilité                                                |           | Josep Rull i Andreu          | PDeCAT |
| Conseiller à la Culture                                                                    |           | Lluís Puig i Gordi           | PDeCAT |
| Conseiller à la Justice                                                                    |           | Carles Mundó i Blanch        | ERC    |
| Conseillère au Travail, aux Affaires sociales et à la Famille                              |           | Dolors Bassa i Coll          | ERC    |
| Conseiller aux Entreprises et à la Connaissance                                            |           | Santiago Vila i Vicente      | PDeCAT |
| Conseillère à l'Agriculture, à l'Élevage, à la Pêche et à l'Alimentation                   |           | Meritxell Serret i Aleu      | Sans   |